# Bonfilsia pejoti
Bonfilsia pejoti là một loài bọ cánh cứng trong họ Cerambycidae.